# Transportador de zinc ZIP8
El transportador de zinc ZIP8 es la proteína transportadora de la membrana citoplasmática, de la membrana lisosomal y de la membrana interna mitocondial de varios tejidos biológicos de los mamíferos que está codificada en humanos por el gen SLC39A8, ubicado en el brazo largo del cromosoma 4 y actúa normalmente como simportador catión/bicarbonato, por lo que transporta al citoplasma celular los cationes de zinc, hierro o manganeso junto al bicarbonato, principalmente en los miocitos del músculo cardíaco, esquelético y liso, de los nefrocitos del túbulo contorneado proximal de los riñones, de los linfocitos B y los T, en las neuronas de la retina del ojo y su epitelio pigmentario, además de los condrocitos del cartílago y de los neumocitos tipo II de los pulmones, y está sobrexpresado durante el período de desarrollo embrionario en las células endoteliales de diferentes sistemas de órganos, específicamente del corazón.

## Descripción genética y molecular
El transportador de zinc ZIP8 es una proteína transmembrana que está codificada por el gen SLC39A8 del brazo largo (q) del cromosoma 4, ubicado en el locus 24 (Cr. 4q24) y consta de 8 dominios transmembrana con extremo C-terminal extracelular, esto quiere decir que presenta ocho hélices transmembrana (TM).

## Función biológica
El transportador ZIP8 es un simportador catión/bicarbonato de la membrana citoplasmática, de la membrana lisosomal y de la membrana interna mitocondial de varios tejidos biológicos, por lo que transporta al interior celular los cationes de zinc, manganeso, hierro o cadmio, junto al bicarbonato, y es el principal transportador de zinc de las tres citadas membranas en los miocitos del músculo cardíaco, del esquelético, que con el ZIP14 capta el 60 % del zinc del cuerpo, y del músculo liso, de los nefrocitos (células epiteliales cuboideas) del túbulo contorneado proximal del riñón, que junto al ZIP14 reabsorben de la orina el hierro libre, de las células principales y oxífilas de la glándula paratiroidea, de los linfocitos B y los T, en las neuronas de la retina y su epitelio pigmentario, además en los condrocitos, encargados de sinterizar la matriz cartilaginosa y de modular con el zinc a la metaloproteinasa de matriz (MMP), y también se ha descubierto que se expresa en el borde vascular de la membrana plasmática de los neumocitos tipo II de la barrera hematoalveolar (BHA), encargados de secretar el surfactante, y en la membrana interna mitocondrial de los hepatocitos.
Además la concentración de este transportador de zinc es más alta durante el período de desarrollo embrionario de diferentes sistemas de órganos, donde se localiza en las células endoteliales, específicamente del corazón, ya que el desarrollo cardíaco es dependiente de zinc porque en la etapa embrionaria del tubo cardiaco primitivo que presenta una capa externa de miocardio y una capa interna de endocardio, están separadas por la gelatina cardíaca pero a medida que continúa el desarrollo comienza la trabeculación, activada a través de una señalización que es regulada positivamente por la matriz extracelular y que provoca la protrusión de cardiomiocitos en dicha gelatina, lo que facilita el intercambio de nutrientes y oxígeno antes del establecimiento de los vasos coronarios; las metaloenzimas de zinc ADAMTS1, 5, 7, 15 y 19 son las responsables de degradar la citada matriz antes de la compactación, por lo que con el proceso de compactación cardíaca y el desarrollo de la circulación coronaria, las trabéculas colapsan.

## Enfermedades asociadas y tratamiento
Ante una sobredosis de hierro dietario, si bien el hígado sintetiza la hormona hepcidina para inhibir a la ferroportina del borde basal del enterocito y de los macrófagos del sistema fagocítico mononuclear (SRE), también lo hace en el borde basal de los nefrocitos del túbulo contorneado proximal, por lo que en el riñón se puede producir una sobrecarga de hierro en dichos túbulos que con el daño producido llevaría a una insuficiencia renal, ya que junto al ZIP14, que también capta el hierro unido a transferrina por endocitosis, lo reabsorben desde la orina como hierro libre. El tratamiento para la sobredosificación ferrosa es la administración IV, IM o SC de deferoxamina, que es un potente agente quelante de hierro que se elimina por orina.
Al absorber también cadmio vía aerógena a nivel alveolar, por tabaquismo, actividades industriales o residuos urbanos, dicho catión puede provocar una neumonitis química o la formación de un carcinoma pulmonar, y por filtración urinaria al absorberlo en los túbulos contorneados proximales, al igual que la cubilina, ya sea por la vía alimentaria al ingerir excesos de mariscos, patés, champiñones y/o algas secas —en donde suele acumularse el cadmio— o a la citada vía aerógena con difusión sanguínea pueden provocar un daño en el órgano con pérdidas de calcio y fosfatos por la orina, con la consiguiente osteomalacia y osteoporosis —los cuales el mismo cadmio en el hueso también lo provoca, además de competir con el calcio a nivel intestinal, ya que utilizan el mismo canal TRPV6 dependiente de la vitamina D en los enterocitos— y en el riñón con el tiempo puede llevar a una insuficiencia renal o inducir el síndrome de Fanconi. Además una mutación en el gen SLC39A4 o ausencia de expresión del trasportador podría provocar fibrosis pulmonar idiopática.